# Musée d'Art contemporain de Taipei

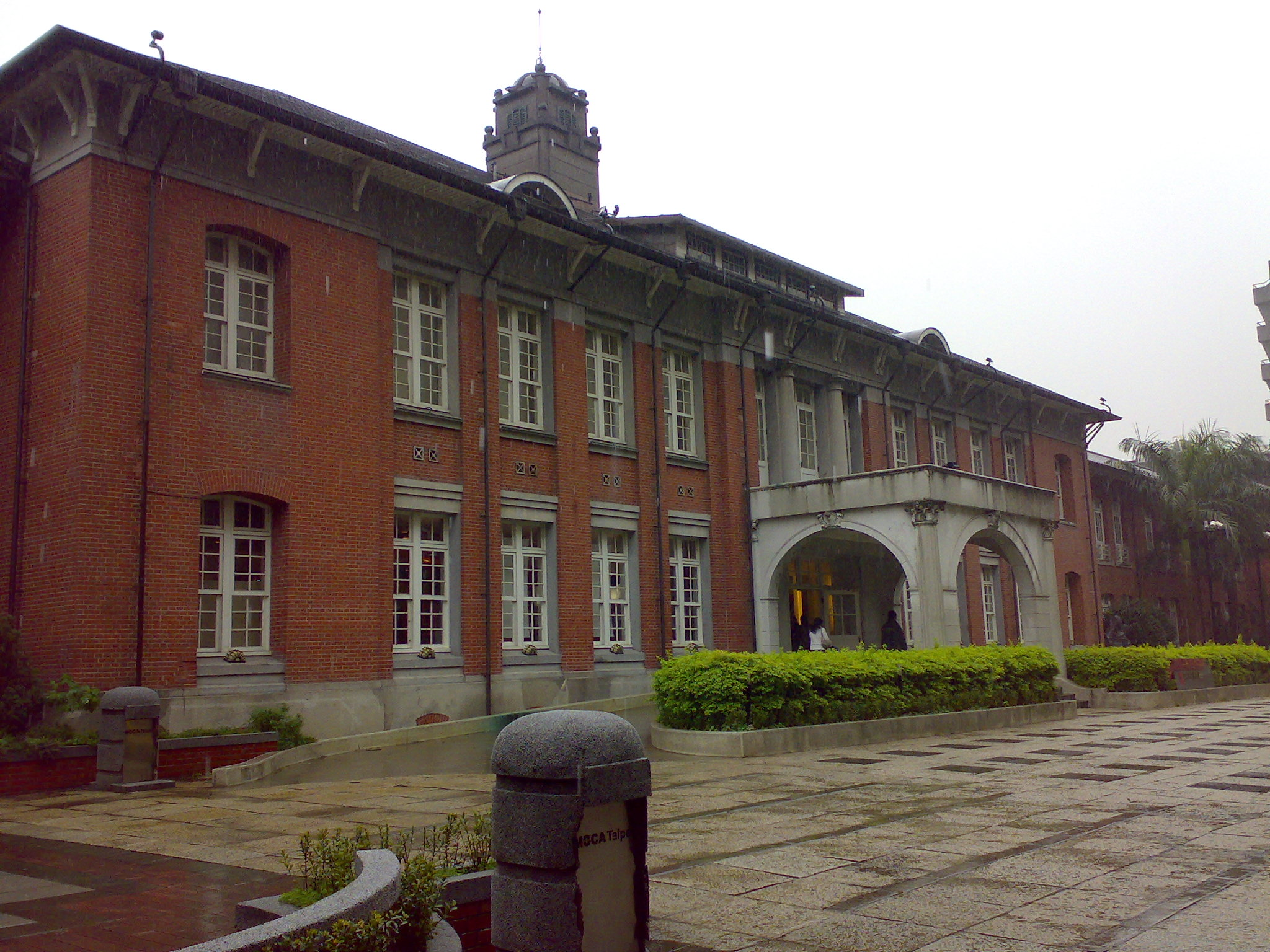
Musée d'Art contemporain de Taipei

Le Musée d'Art Contemporain de Taipei (MoCA Taipei, 台北當代藝術館) est un musée d'art contemporain situé à Taipei (Taiwan) dans le quartier de Datong. Il occupe l'avant d'un bâtiment construit en 1921 au cours de la période de l'occupation japonaise, qui abrita tout d'abord l'école primaire Jan Cheng occupant aujourd'hui une structure à l'arrière de l'édifice historique. Après la Seconde Guerre mondiale, il a accueilli le gouvernement de la ville de Taipei et est devenu un point de repère important grâce à sa construction symétrique très reconnaissable et son clocher de style historiciste. Après que la municipalité s'est déplacée à son emplacement actuel dans le quartier de Xinyi, il a été classé édifice historique et a rouvert ses portes en mai 2001 en tant que Musée d'Art Contemporain de Taipei (MOCA Taipei), le premier musée de Taiwan dédié exclusivement à l'art contemporain. 
Tout en présentant essentiellement l'art contemporain taïwanais, sous la direction de Shih Jui-jen ses activités sont devenues de plus en plus internationales. En 2009, il a organisé une exposition personnelle de l'artiste taïwanais Yang Maolin à la Biennale de Venise. En 2009 et 2010, il a co-organisé Animamix Biennial avec le MoCA de Shanghai, le Today Art Museum de Pékin et le Guangdong Museum of Art. En 2013, il a organisé une exposition de l'artiste franco-canadien Grégory Chatonsky, en 2021-2022, une exposition avec les artistes français Yannick Dauby et Emma Dusong. 